# Jelena Tomašević

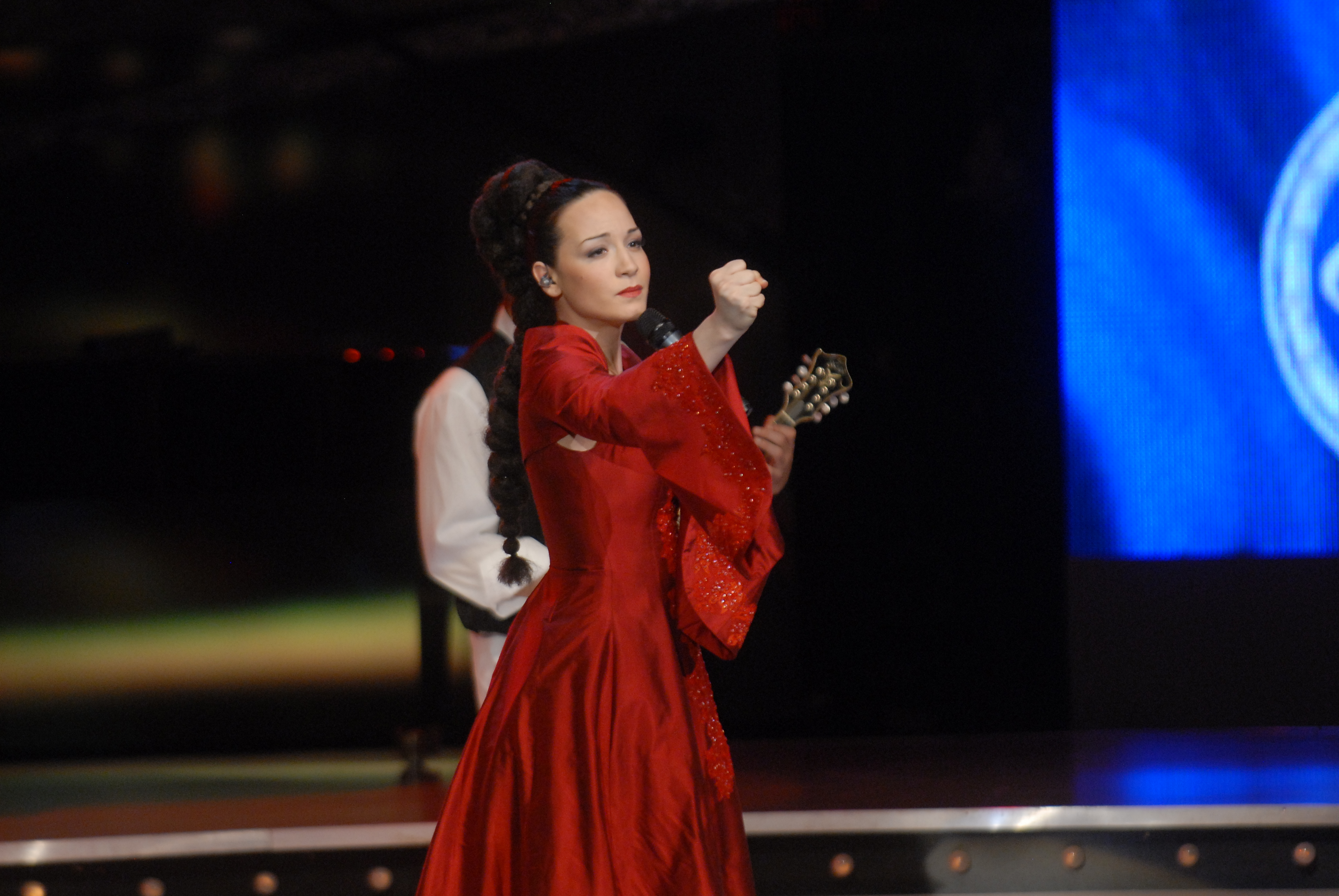
Jelena Tomašević bei der Beovizija 2008

Jelena Tomašević (serbisch-kyrillisch Јелена Томашевић; * 1. November 1983 in Negotin, Jugoslawien, heute Serbien) ist eine serbische Sängerin. Sie erhielt zahlreiche Auszeichnungen für ihre Lieder und vertrat Serbien beim Eurovision Song Contest 2008 in Belgrad mit dem Lied Oro.

## Leben
Jelena Tomašević absolvierte 2002 die Matura. Im selben Jahr begann sie auf der Universität Kragujevac an der Fakultät für Englische Sprache zu studieren.

## Karriere als Sängerin

### Kindheit und Jugend
Jelena begann im Alter von acht Jahren, an der Kindergesangsshow Šarenijada in Kragujevac teilzunehmen. Dies war ihr erster öffentlicher Auftritt, und schon damals konnte sie die Menschen mit ihrer ausdrucksvollen Stimme in ihren Bann ziehen. 1994 trat sie bei einem Kinderfest vor viel größerer Zuschauerzahl auf.
Jelena Tomašević war jahrelang Mitglied des Folklorevereins Abrašević und sammelte oft bei internationalen Veranstaltungen Erfahrungen.
2002 gewann sie den Talentwettbewerb 3K Dur und trat noch im selben Jahr beim Sunflower Festival in Zrenjanin auf. Von da an nahm sie an verschiedenen internationalen Festivals in der Tschechischen Republik, Belarus und Bulgarien teil.
In der RTS-Fernsehsendung Leti, leti, pesmo moja mila, in der alte serbische Volkslieder präsentiert werden, war sie des Öfteren Gast. Für gewöhnlich interpretierten dort nur bekannte und angesehene Künstler die traditionellen Lieder, Jelena jedoch wurde schon eingeladen, als sie noch wenig bekannt war.

### Zusammenarbeit mit Željko Joksimović
2004 nahm sie erstmals am Gesangswettbewerb Beovizija teil, wo sie sich endgültig einem breiteren Publikum vorstellen konnte.
Für die Ethnopopgruppe Biber sang sie den Vokalpart im Stück Gde si bilo, jare moje. Dadurch wurde Željko Joksimović auf sie aufmerksam. Er komponierte den Song Jutro (Morgenstunde) für Jelena, welchen sie beim serbischen Eurovisionsvorentscheid Beovizija 2005 interpretierte. Diesen konnte sie souverän für sich entscheiden. Im gemeinsamen Finale mit den montenegrinischen Interpreten gewann jedoch schließlich die von Montenegro favorisierte Gruppe No Name den Vorentscheid.
Sie sang bei der Eröffnungsfeier der Basketball-Europameisterschaft 2005 in Serbien. Auch für den Film Ivkova slava (2005) sang sie einige der Titel für den Soundtrack.

### Eurovision Song Contest 2008
2007 unterschrieb sie einen Plattenvertrag mit der Firma Minacord. 2008 komponierte Željko Joksimović wieder ein Lied für sie. Mit dem Lied Oro gewann sie den nationalen Vorentscheid Serbiens für den in Belgrad stattfindenden Eurovision Song Contest 2008, wo sie den sechsten Platz erreichte. Oro wurde, auf Tomaševićs Initiative hin, von Bora Dugić auf der Frula begleitet.
Das Lied Oro wurde auch in anderssprachigen Versionen aufgenommen, darunter auf Spanisch (Adios amor), Griechisch (Έλα αγάπη (Ela agapi)) und Portugiesisch (Minha dor). Geplant waren ebenfalls Fassungen auf Russisch, Hebräisch und Finnisch. Die entsprechenden Texte wurden vom lokalen Eurovisions-Fanclub OGAE Serbia organisiert, welcher schon anderssprachige Fassungen für den serbischen Beitrag Molitva aus dem Jahr 2007 organisiert hatte. Aus Zeitgründen wurde jedoch auf diese Fassungen verzichtet. Eine englische Fassung wurde zwar aufgenommen, jedoch nicht publiziert, da sie laut Tomašević zu „kühl“ klingt und die eigentliche Emotion der Originalfassung nicht wiedergibt.